# 그라나 (치즈)
그라나(이탈리아어: grana)는 이탈리아 북부의 염지 숙성 경질 치즈로, "결정질(crystalline)"이라 불리는 조밀하고 입자감 있는 질감이 특징이다. 커다란 둥근 휠 형태로 제조되며, 주로 강판에 갈아 쓴다. 자를 때 "탈리아그라나(tagliagrana)"라 불리는 전용 칼이 쓰인다. 그라나 파다노와 파르미자노 레자노가 유명하다.

## 종류
- 그라나 파다노(grana padano)
- 그라노네 로디자노(granone lodigiano)
- 그란 모라비아(gran moravia)
- 그란 비라기(gran biraghi)
- 그란 세라피니(gran serafini)
- 그란 소레시나(gran soresina)
- 그란 피에몬티노(gran piemontino)/발그라나(valgrana)
- 만투아넬라(mantuanella)
- 벨라 로디(bella lodi)
- 브레시안그라나(bresciangrana)
- 트렌틴그라나(trentingrana)
- 파르미자노 레자노(parmigiano reggiano)

## 사진

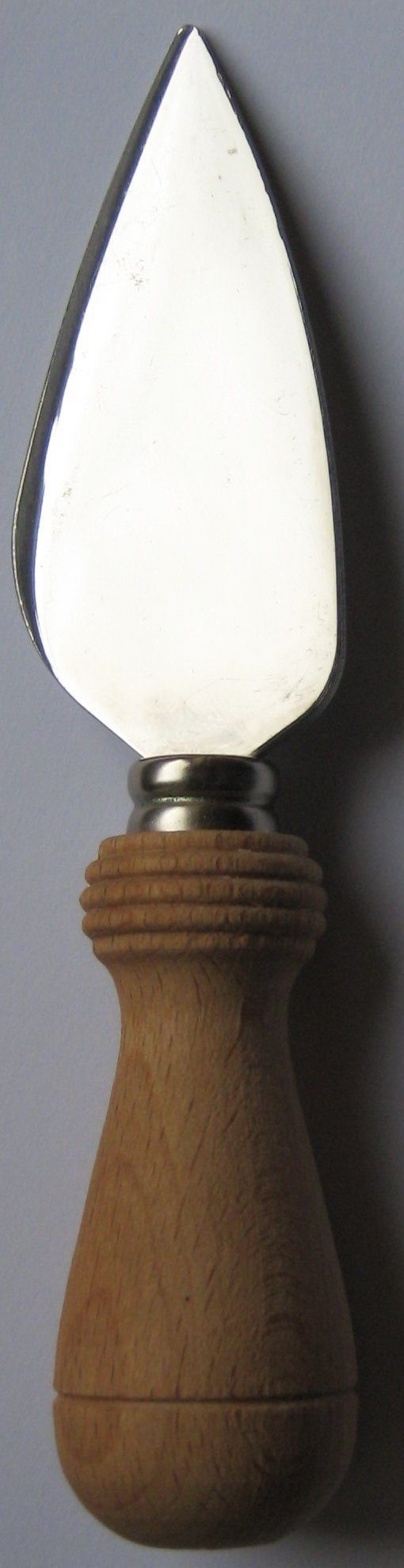
탈리아그라나